# Csuklyásmajomformák
A csuklyásmajomformák (Cebinae) az emlősök (Mammalia) osztályának a főemlősök (Primates) rendjébe, ezen belül a csuklyásmajomfélék (Cebidae) családjába tartozó alcsalád.
Ebbe az alcsaládba, korábban csak a Cebus emlősnem tartozott, viszont manapság e majomnem megossza az alcsaládot a Sapajus nemmel. A korábban idesorolt Saimiri-fajokat, manapság külön alcsaládba helyezték át.

## Előfordulásuk
A csuklyásmajomformák elterjedési területe Közép- és Dél-Amerika, délen Észak-Argentínáig.

## Megjelenésük
A majmok bundája a háton, a végtagok külső részén, a fejtetőn és a farkon sötét, fajtól függően fekete vagy barna. Hasi részük és pofájuk világos. Fej-testhosszuk 30-56 centiméter, farokhosszuk ugyanekkora vagy valamivel hosszabb. Testtömegük legfeljebb 4 – 4,8 kilogramm.

## Életmódjuk
Mint a legtöbb újvilági majomfaj, a csuklyásmajomformák is nappal tevékenyek. Táplálékuk lehet: gyümölcs, mag, rügy és egyéb növényi rész, rovarok és egyéb gerinctelenek, de tojás, madárfiókák és kisemlősök is. Azok a majmok, amelyek vízközelben élnek, és kagylókhoz férhetnek, köveket is használnak azok felnyitásához; a kagylókat ágakhoz is dörzsölik. A köveket a keményhéjú magok feltöréséhez is használják.
E majom fajokra számos ragadozó vadászik, köztük: jaguár, puma és egyéb macskafélék, prérifarkas, nagyobb menyétfélék, mint amilyen a taira, kígyók, krokodilok, és sasfélék, közülük a legveszélyesebb a hárpia, amely főleg a majomvadászatból él.

## Rendszertani besorolásuk
Az alcsaládba tartozó fajokat, korábban két csoportra osztották, de ezzel a felosztással, nem minden tudós értett egyet, emiatt, 2011-ben és 2012-ben, Jessica Lynch Alfaro és társai a Cebus nemből kivonták az úgynevezett C. apella csoportot és nemi szintre emelték, Sapajus név alatt. A Cebus nem kettéválasztásának oka a nemen belüli különböző testfelépítés volt; az új Sapajus nembe a robusztusabb testfelépítésű fajok kerültek, míg a Cebus nemben megmaradtak a karcsút testfelépítésűek, azaz a C. capucinus csoportbeliek.

## Rendszerezésük
Az alcsaládba 2 nem és 10 faj tartozik:
- Cebus Erxleben, 1777 – korábban C. capucinus csoportként volt ismert – 4 faj; típusnem
- Sapajus Kerr, 1792 – korábban C. apella csoportként volt ismert – 6 faj

## Képek

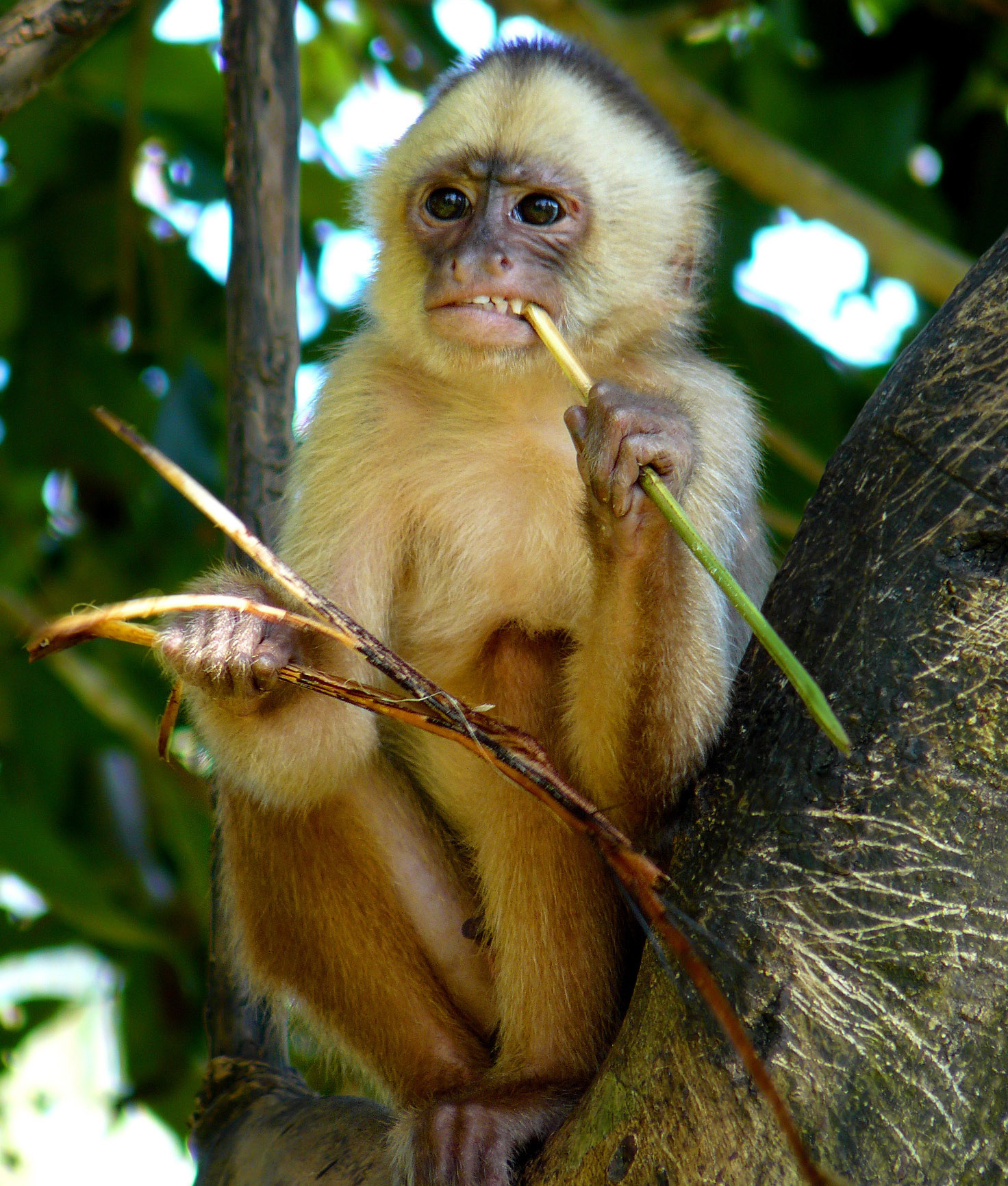
Fehérhomlokú csuklyásmajom (Cebus albifrons)
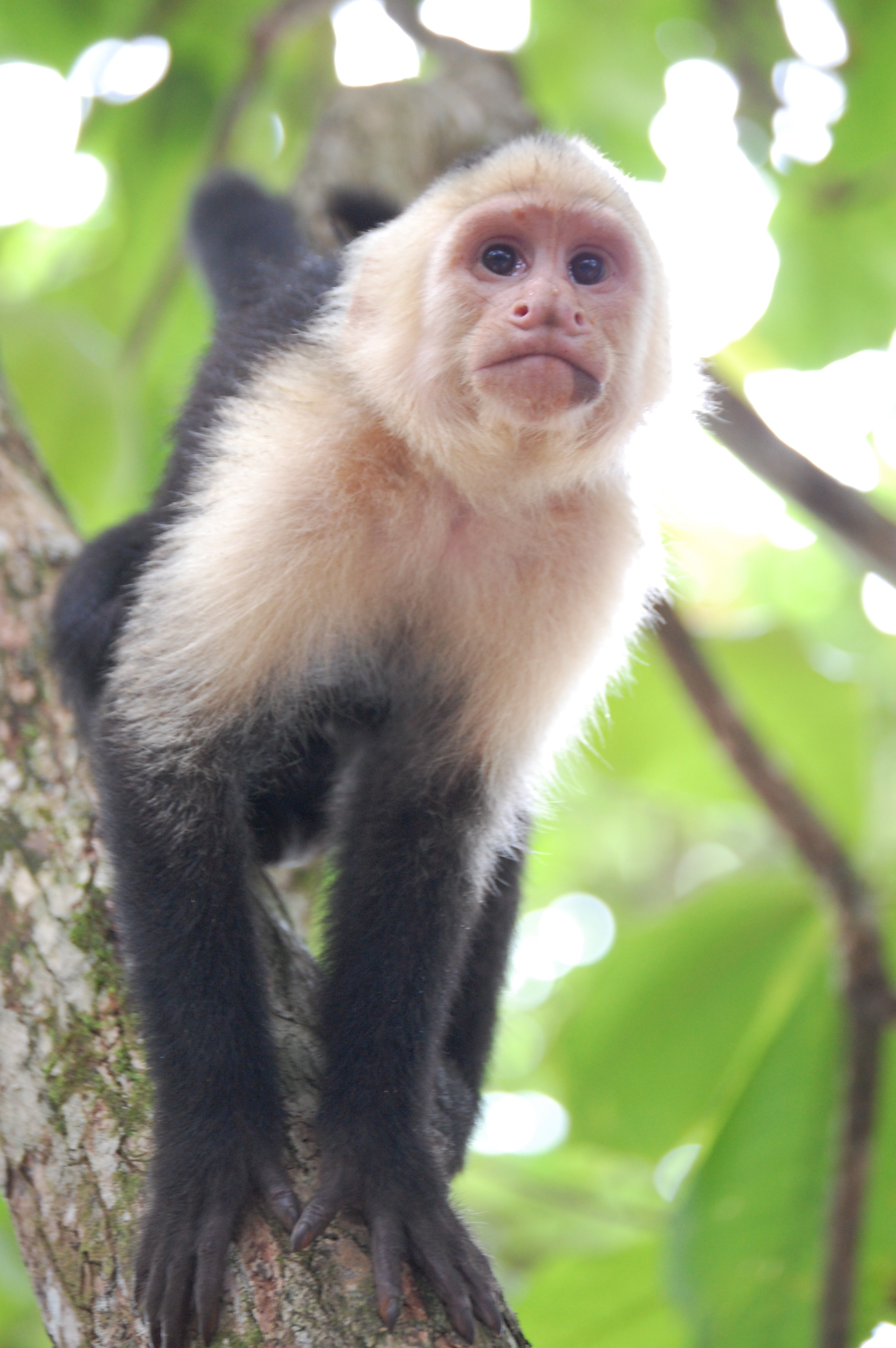
Közönséges csuklyásmajom (Cebus capucinus)
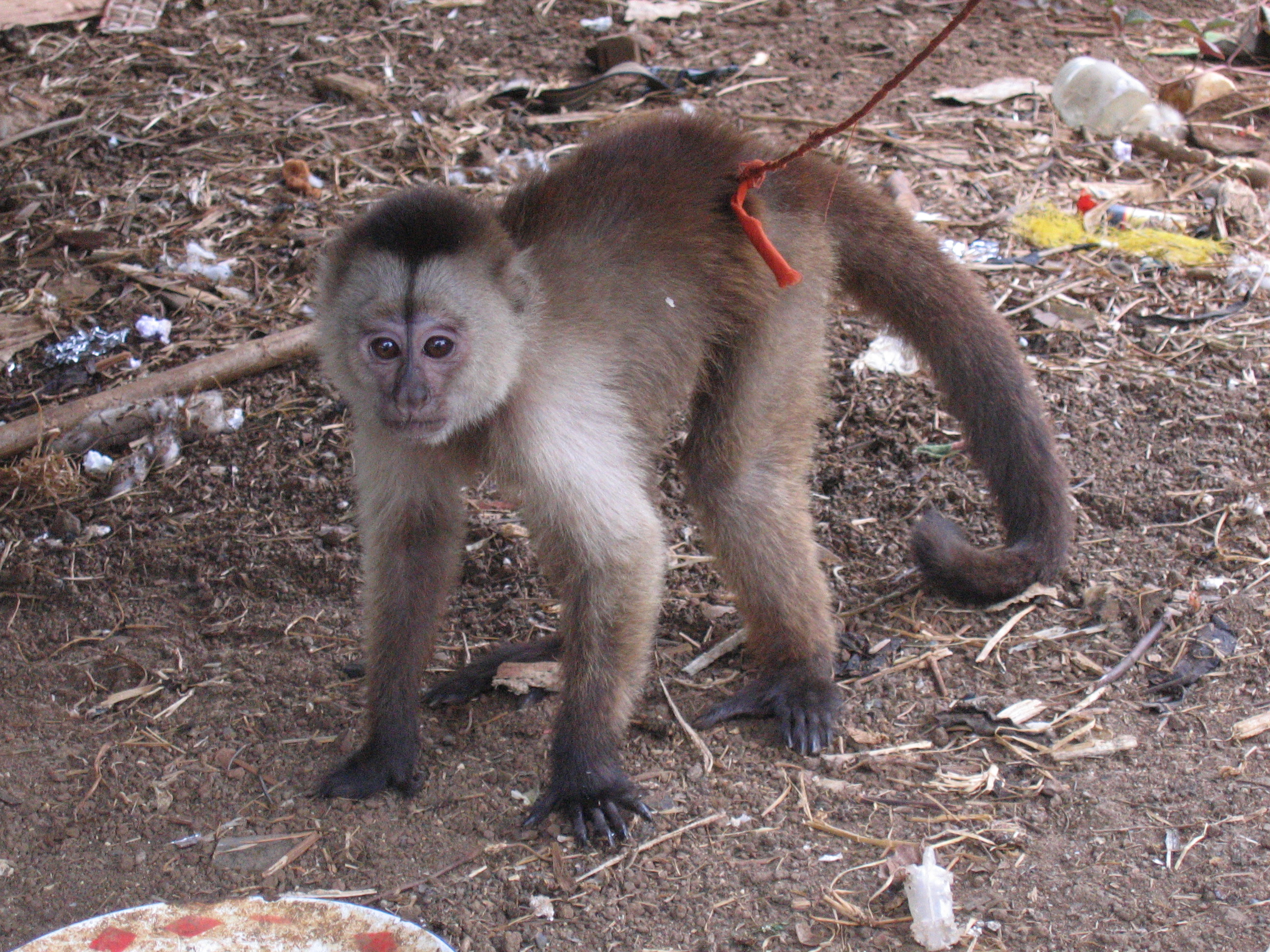
Rőt csuklyásmajom (Cebus olivaceus)
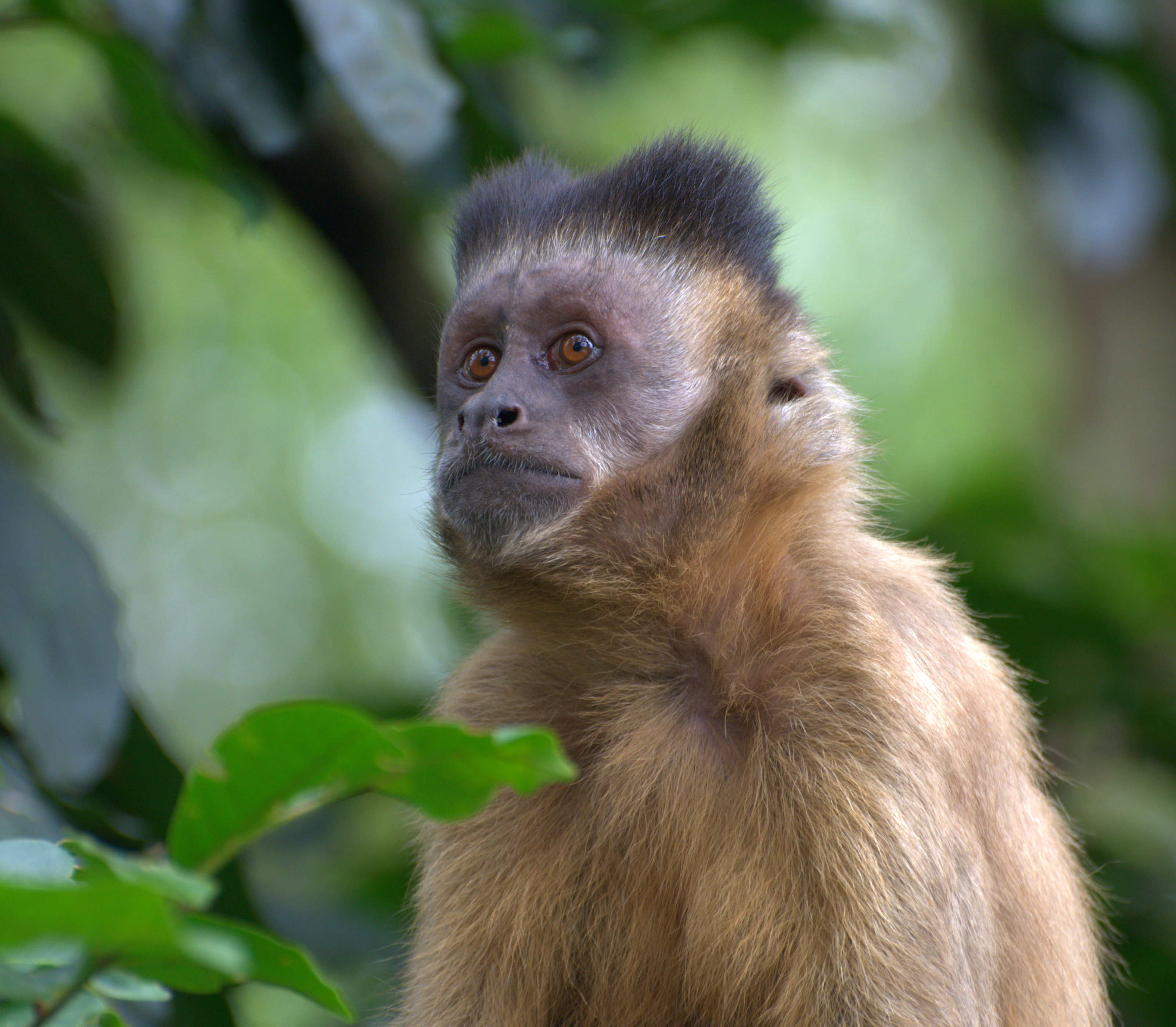
Apella csuklyásmajom (Sapajus apella)
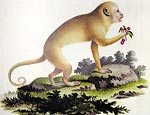
Sapajus flavius
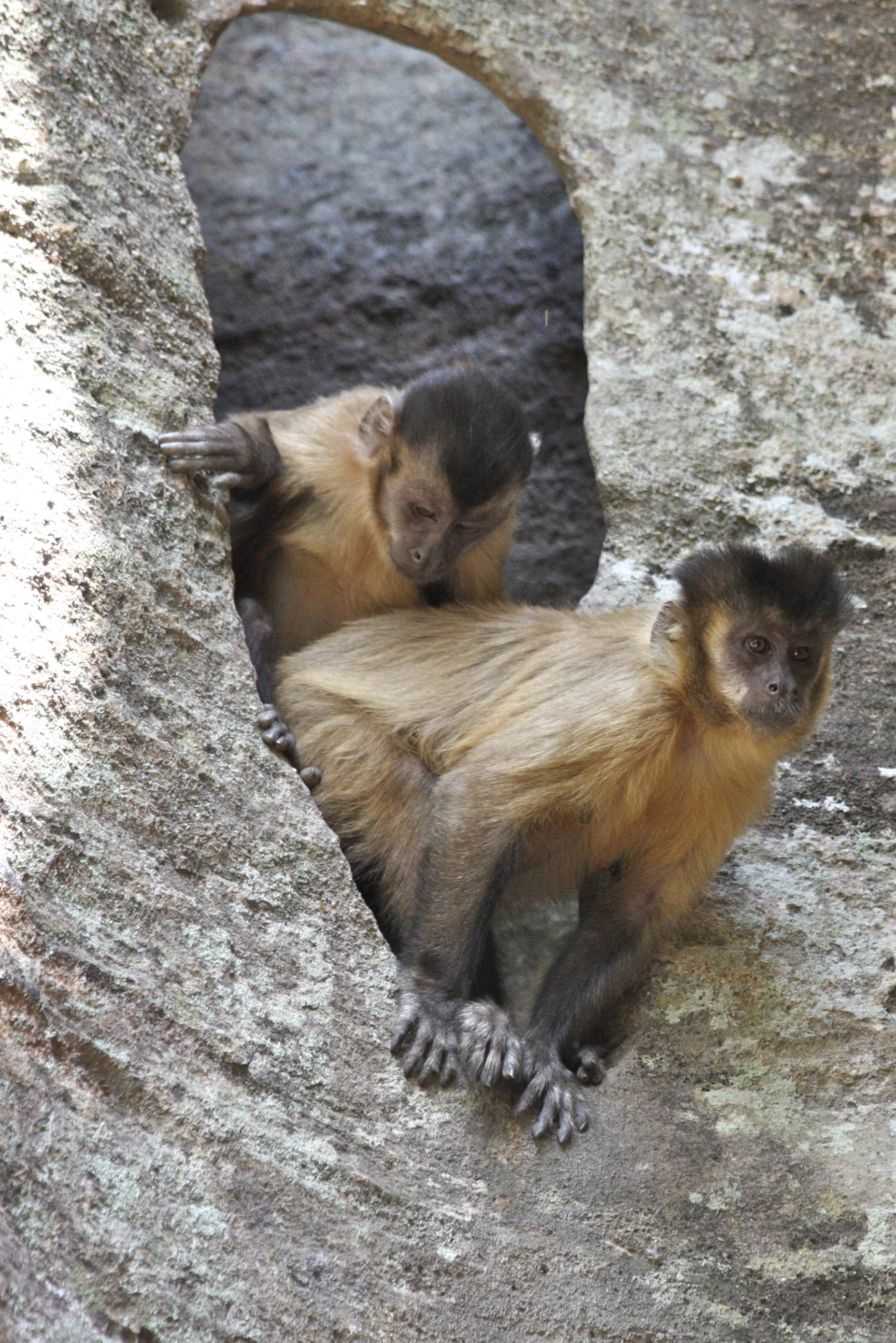
Sapajus libidinosus
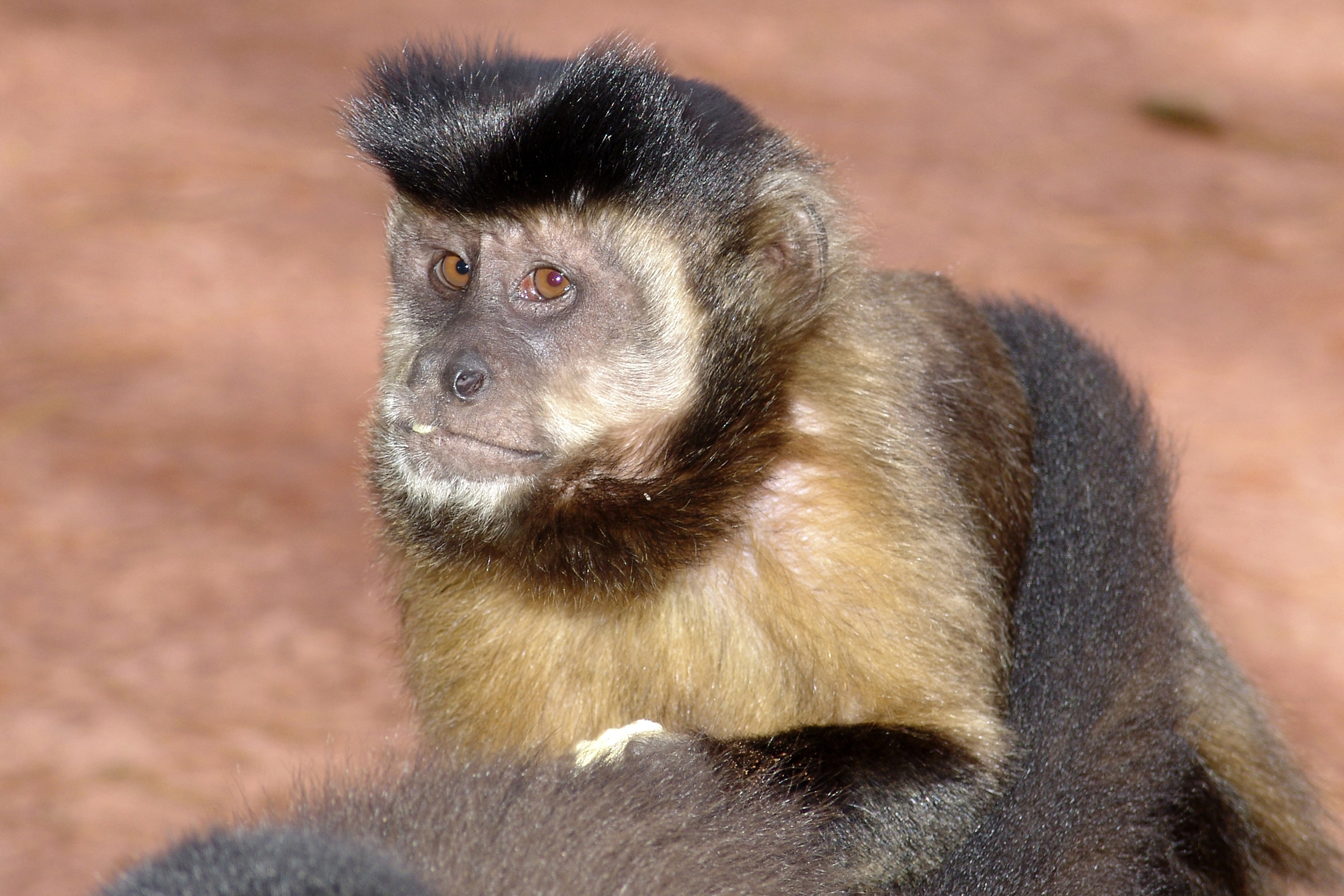
Sapajus nigritus
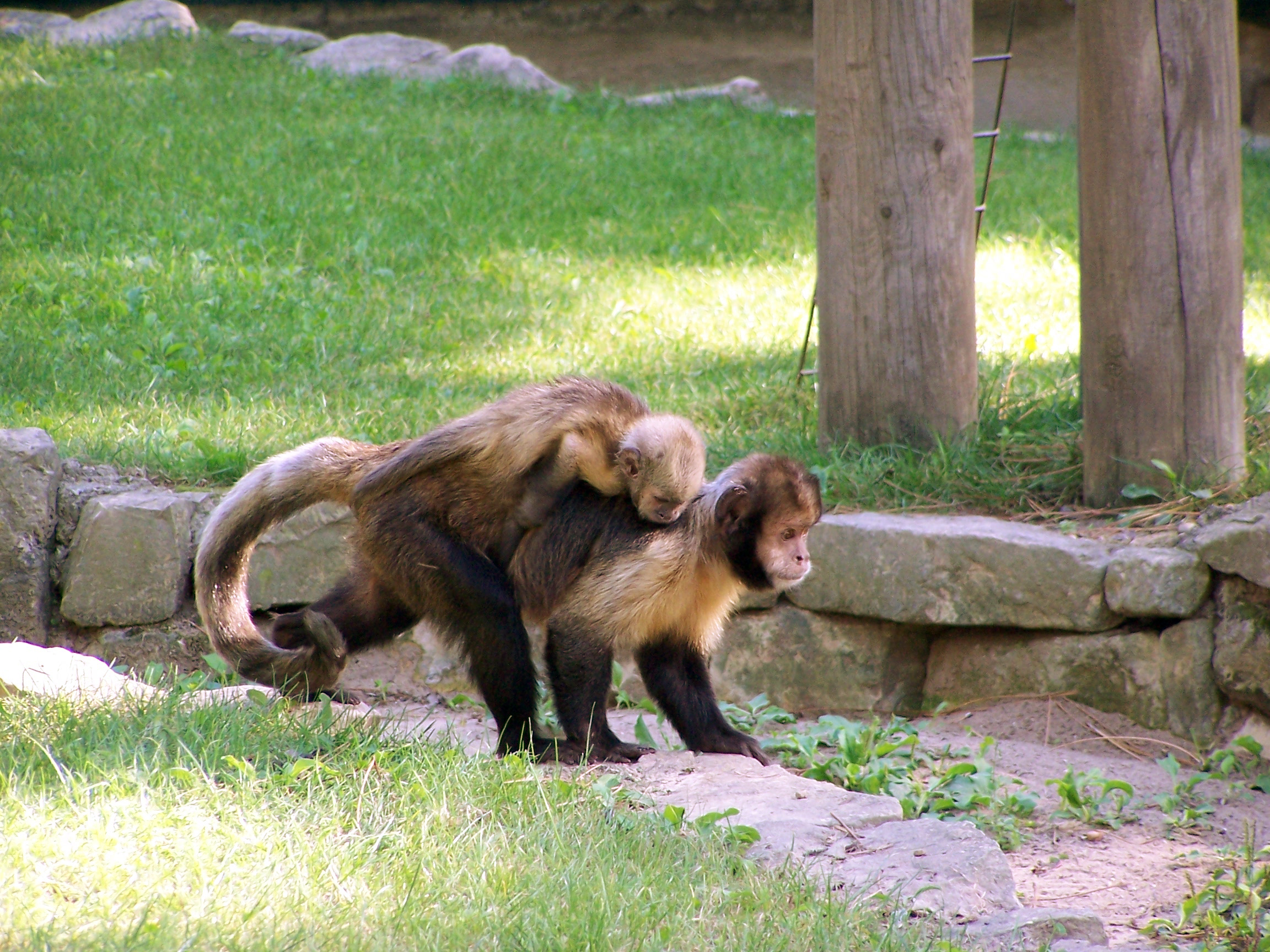
Sapajus xanthosternos

### Fordítás
- Ez a szócikk részben vagy egészben  a   Capuchin monkey című angol Wikipédia-szócikk fordításán alapul.  Az eredeti cikk szerkesztőit annak laptörténete sorolja fel. Ez a jelzés csupán a megfogalmazás eredetét és a szerzői jogokat jelzi, nem szolgál a cikkben szereplő információk forrásmegjelöléseként.